# Cratere Oxo
Oxo  è un cratere sulla superficie di Cerere.